# Гузенкова, Анастасия Сергеевна
Анастасия Сергеевна Гузенкова (род. 20 декабря 2002) — российская художественная гимнастка, неоднократная чемпионка России. Мастер спорта международного класса.

## Биография
В спорт попала благодаря Рыжовой Валерии Юрьевны с 4х летнего возраста. Это был ее первый учитель и наставник! Занималась в Белгородской областной спортивной школе олимпийского резерва № 4. В дальнейшем, под грамотным руководством Галины Оглезневой Смогли достичь таких результатов!.
В настоящее время совершенствует своё мастерство в училище олимпийского резерва № 1 в Москве под руководством Юлии Барсуковой.

## Спортивные достижения
Этап Гран-при Киев 2019 — серебро (мяч).
Этап Гран-при Холон 2019 — бронза (многоборье), бронза (мяч), золото (лента).
Этап Кубка мира Ташкент 2019 — бронза (многоборье), серебро (обруч), бронза (мяч), золото (лента).
Первенство России 2017 — золото (команда Москвы), серебро (мяч).
Чемпионат России 2018 — бронза (лента).
Чемпионат России 2019 — золото (команда Москвы), золото (мяч, лента), бронза (обруч).
Чемпионат России 2020 — золото (команда Москвы), золото (обруч), серебро (лента).
Кубок России 2018 — серебро (многоборье).
ВС «Памяти Г. П. Горенковой» 2018 — серебро (многоборье), золото (обруч), серебро (мяч), бронза (лента).
МТ «Кубок Дерюгиной» 2018 — серебро (лента).
МТ «Luxembourg Trophy» 2018 — серебро (многоборье).
МТ «Slovenian Challenge» 2018 — золото (многоборье), золото (мяч, булавы), серебро (обруч), бронза (лента).
МТ «Gracia Cup» 2019 — серебро (многоборье), серебро (обруч, мяч, булавы), золото (лента). 
МТ «Онлайн-турнир» 2020 — золото (булавы), серебро (лента).